# Podocarpus rusbyi
Podocarpus rusbyi é uma espécie de conífera da família Podocarpaceae.
Apenas pode ser encontrada na Bolívia.